# Platan de disc dur

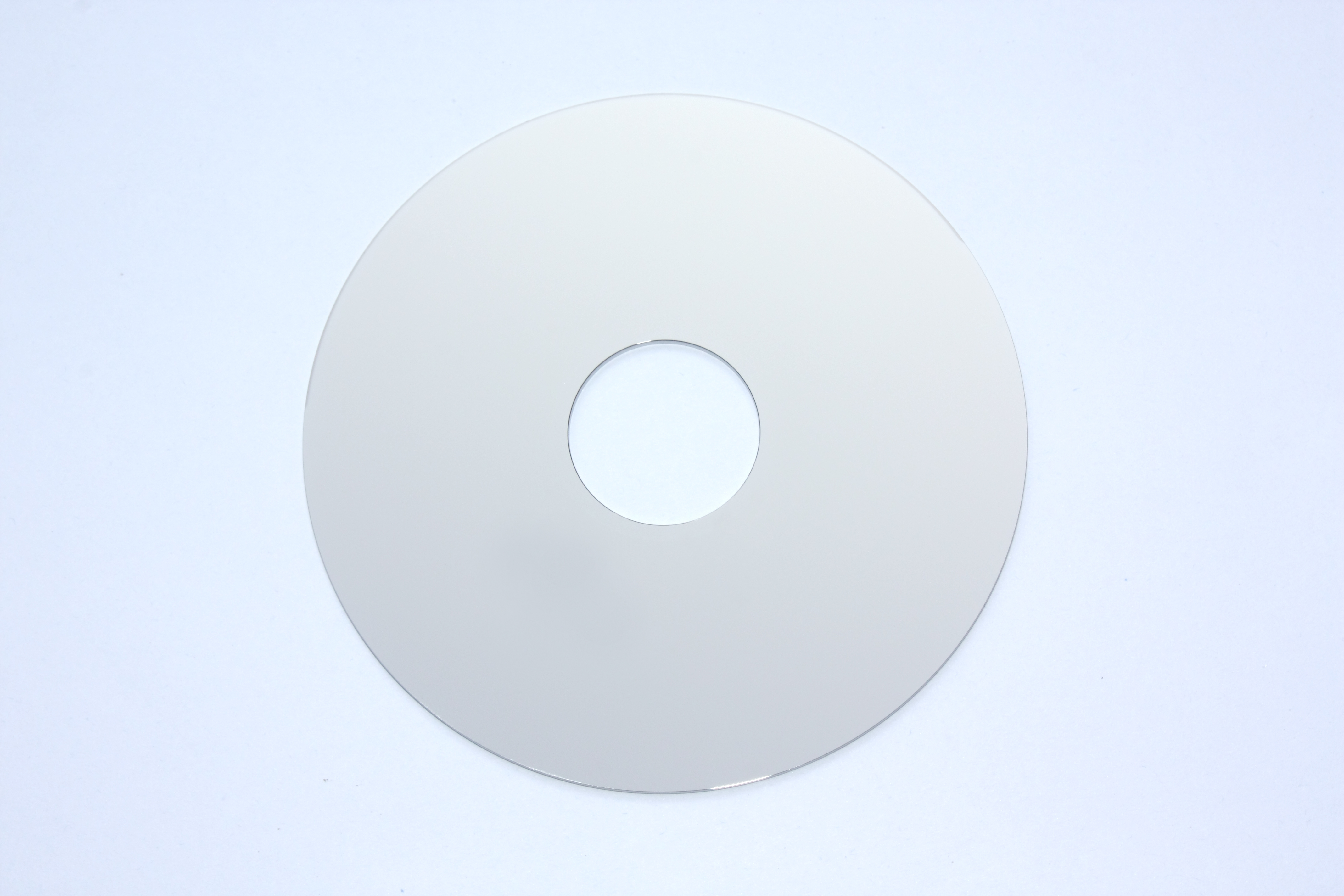
Platanul

Platanul (în engleză: platter) unui disc dur (hard disk drive, HDD) este un disc metalic plan din aluminiu sau oțel, în ultimii ani însă din sticlă sau ceramică, având o grosime de cca. 0,8–1 mm. Diametrul poate fi foarte variat, începând de la circa 4,6 mm, cu tendință de miniaturizare continuă. Pe cele două suprafețe ale discului este depusă în vid o peliculă extrem de fină (sub 1 micrometru) de pulbere feromagnetică (cu conținut de crom și vanadiu), având proprietăți electromagnetice remarcabile.

## Câteva detalii
Pe suprafața acestor discuri rotitoare se deplasează (la o distanță infimă) așa numitele capete de citire/scriere (engleză: read/write head). La scriere, sau și la ștergere, microbobinele capetelor sunt străbătute de impulsuri de curent binare (1 și 0), în funcție de informația codificată care trebuie scrisă. Astfel pe suprafața platanului se înregistrează succesiv stările de magnetizare 0 sau 1, în funcție de codul binar folosit. 
La citire în capete sunt induse impulsuri de curent binare (1 și 0), în funcție de direcția magnetizării suprafeței la poziția respectivă.
În funcție de capacitatea de stocare necesară, HDD-urile pot fi prevăzute cu mai multe astfel de platane, montate în stivă suprapusă și distanțate între ele prin intermediul unor șaibe distanțoare. Suprafețele magnetizate ale platanelor sunt subdivizate în zone concentrice denumite "piste". Capetele de citire/scriere se mișcă în interstițiul dintre platane. Ele se pot deplasa transversal, eventual radial, toate deodată, în sistem „du-te - vino”, pentru a ajunge la pistele necesare. Apoi rămân pe loc câtva timp, pentru a permite citirea sau scrierea informațiilor pe pistele rotitoare.